# Tuzson János (katona)
Kézdipolyáni Tuzson János (Bélafalva, 1825. október 25. – Sepsiszentgyörgy, 1904. január 2.) honvédőrnagy az 1848–49-es forradalom és szabadságharc idején, a Nyerges-tetői csata alatt a székelyekből álló sereg főparancsnoka.

## Élete
Kisbirtokos nemesi családból származott. Tanulmányait a kézdivásárhelyi katonai nevelőintézetben folytatta, 1842-ben pedig a 2. székely határőrezred tagja lett. Harcolt az 1848–49-es szabadságharcban, több alkalommal kitüntették, őrnagyi rangig jutott. A szabadságharc leverése után osztrák fogságba esett és közlegényként sorozták be a császári hadseregbe. Egy év után leszerelt, a gróf Mikes család alkalmazottjaként dolgozott, majd megnősült és Gidófalván gazdálkodott. A kiegyezés után, 1869-ben visszakapta katonai rangját és a 24. honvéd gyalogezred zászlóaljparancsnoka lett. 1876-ban alezredesként vonult nyugállományba. A Rikánbelüli Honvédegylet tagja majd elnöke. 1897-ben részt vett a Nyerges-tetői emlékmű avatásán.

## Szerepe a szabadságharcban
1848-ban zászlóaljával az erdélyi megyékbe küldték a román parasztmozgalmak megfékezésére, majd pedig a Délvidékre vezényelték. Októberben hadnagyi rangot kapott; részt vett a schwechati csatában. November végétől Bem József seregében harcol, részt vett a téli hadjáratban, ahol Nagyszeben ostrománál kitűnt vitézségével és századossá léptették elő. Ezután hazatért Háromszékre, ahol megszervezte a 86. székely zászlóaljat, mely a Kiss Sándor vezette brassói hadosztály alárendeltségébe került. A harcokban tanúsított vitézségéért Tuzson 1849. május 1-én III. osztályú katonai érdemjelet kapott, majd június 15-én őrnaggyá léptették elő, és zászlóaljparancsnok lett.
Június 18–19-én Sibothnál próbálta meg fenntartani a beözönlő oroszokat, megakadályozva, hogy az ellenség megkerülje a tömösi hadállást. Augusztus 1-én mintegy 1000 fős székely csapatával szembeszállt a 12 000 főt számláló, az Alekszandr Nyikolajevics Lüders vezette cári és az Eduard Clam-Gallas vezette császári haderővel a Hargita-hegységben fekvő Nyerges-tetőnél, megpróbálván megakadályozni, hogy az ellenség bejusson a Kászoni-medencébe. A székelyek hosszú ideig sikeresen kitartottak, azonban az orosz-osztrák sereg bekerítéssel fenyegette őket, így Tuzson feladta a hadállásokat és elvonult, majd megmaradt katonáival Gál Sándorhoz csatlakozott. A fegyvert Zsibónál tette le augusztus 25-én.
Egyes legendák szerint a Nyerges-tetőnél Tuzsonnak mindössze 200 katonája volt, és egy román pásztor vezette hátukba az ellenséges hadakat, azonban ezt sem a történészek, sem Tuzson visszaemlékezései nem erősítik meg.

## Emlékezete
- 2010-ben a háromszéki szabadságharcos évfordulófüzér programjában szerepelt Tuzson János honvéd alezredes szobrának leleplezése Kézdivásárhelyen. A szobrot Vetró András készítette,  Tuzson Csaba (az alezredes leszármazottja) és felesége, Póka Erzsébet saját költségén állíttatta.[7]
- Szülőfalujának iskolája az ő nevét viseli.[8]